# اعتصاب نساجی لارنس ۱۹۱۲
اعتصاب کارگران نساجی لارنس ۱۹۱۲ (انگلیسی: 1912 Lawrence textile strike)، اعتصاب کارگران مهاجر به رهبری کارگران صنعتی جهان (IWW) در لارنس، ماساچوست بود. این اعتصاب به دلیل کاهش حقوق دو ساعته مطابق با یک قانون کاهش مدت کار هفته آغاز شد و به سرعت در شهر گسترش یافت و به اعتصاب بیش از بیست هزار کارگر رسید و تقریباً در هر کارخانه در لارنس اعتصاب شکل گرفت.
از اول ژانویه ۱۹۱۲، ایالت ماساچوست شروع به اجرای قانون کاهش مدت کار هفته کرد که براساس آن به زنان اجازه داد تا حداکثر ۵۴ ساعت به جای ۵۶ ساعت کار کنند. ده روز بعد، آن‌ها متوجه شدند که پرداخت دستمزد همراه با کاهش در ساعت کار، کاهش یافته‌است.